# Elena Desderi
Elena Desderi (Demonte, 20 settembre 1967) è un'ex fondista italiana.

## Biografia
Nata a Demonte, in provincia di Cuneo, nel 1967. A 19 anni ha partecipato ai campionati mondiali juniores Asiago 87 classificandosi 4º nella staffetta 3 X 5 con Lorella Baron e Stefania Belmondo. Nello stesso anno ha gareggiato ai mondiali assoluti di Oberstdorf nella staffetta 4 x 5 con Guidina
Dal Sasso, Paola Pozzoni e Bice Vanzetta terminando in 5ª posizione. A 20 anni ha partecipato ai Giochi olimpici di Calgary 1988, nella 20 km, chiusa al 36º posto in 1h02'54"8, e nella staffetta 4x5 km, con Klara Angerer, Stefania Belmondo e Guidina Dal Sasso, conclusa in 10ª posizione con il tempo di 1h04'23"6.
L'anno successivo ha preso parte ai Mondiali di Lahti 1989, nella staffetta 4x5 km, insieme a Stefania Belmondo, Gabriella Carrel e Manuela Di Centa, terminando in 6ª posizione in 58'31"6. Ha inoltre partecipato alle Universiadi di Sapporo 1991 terminando 4°nella 10 km tecnica libera e 3°nella gundersen